# Vio (Fanlo)
Vio ist ein spanischer Ort in den Pyrenäen in der Provinz Huesca der Autonomen Gemeinschaft Aragonien. Der Ort gehört zur Gemeinde Fanlo. Vio hatte im Jahr 2015 sechs Einwohner.

## Weblinks

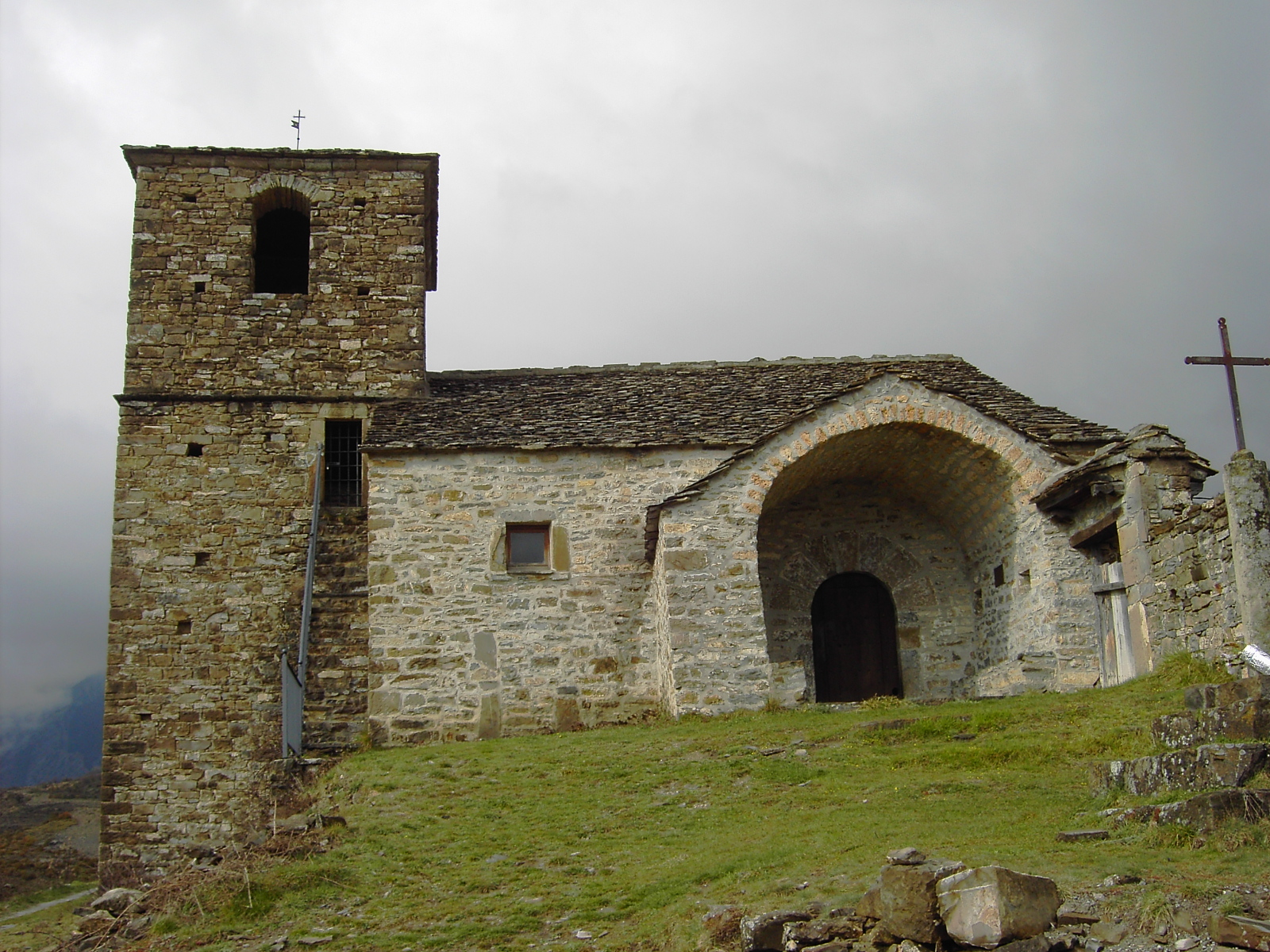
Kirche San Vicente

## Geografie
Vio liegt im Valle de Vió.

## Sehenswürdigkeiten
- Romanische Pfarrkirche San Vicente, erbaut im 12. Jahrhundert (Bien de Interés Cultural)